# Breaza (Suceava)
Breaza is een Roemeense gemeente in het district Suceava.
Breaza telt 1695 inwoners.